# 結界師
『結界師』（けっかいし）は、田辺イエロウによる日本の漫画作品である。『週刊少年サンデー』2003年47号から2011年19号まで連載された。結界師である主人公が、夜の学校を舞台に「結界術」を使い妖怪を退治していく物語。
2006年度（第52回）小学館漫画賞少年向け部門受賞。2020年6月時点でシリーズ累計発行部数は1700万部を突破している。

## あらすじ
400年続く妖（あやかし）退治の専門家、結界師一族の家に正統継承者として生まれた墨村良守（すみむら よしもり）。隣に住む雪村時音（ゆきむら ときね）も良守と同じ結界師だが、両家は犬猿の仲。良守と時音が守っているのは妖を呼び寄せ、その力を高めてしまう烏森（からすもり）の地。2人は夜になると結界術を使い、烏森の地に建つ私立烏森学園に集まってくる妖を退治している。良守はかつて自らの失策により、時音が妖の攻撃から自分をかばい大怪我を負ってしまったことを後悔し、二度と時音や自分の周りの人々が傷つかないようにするため、強くなることを心に誓うのであった。
やがて良守と時音は、妖犬の斑尾の旧友・鋼夜（こうや）との戦い、夜行に所属する少年・志々尾 限（ししお げん）との出会いと妖の組織・黒芒楼（こくぼうろう）との対決、良守の兄・墨村正守との葛藤、人の心を喰らう魔物・邪煉（じゃれん）に対して封魔師・金剛毅（こんごう たけし）と共闘、戦闘用の妖・黒兜（くろかぶと）との死闘、など様々な出来事を通して成長していく。そんな中、烏森に現れた巫女・サキによってある予言がもたらされる。「恐れよ…血の臭い纏いし災いの神…この地に舞い降りん」。
今、裏会を中心に何かがおきようとしていた。

## 能力・術

### 結界術
支配した空間を「結界」と呼ぶことから結界術（空間支配術とも呼ばれる）と呼ばれ、使用者を結界師（けっかいし）と呼ぶ。
通常、良守たちが使っているのは「間流結界術」（後述）だが、間流結界術は結界術の一部を分かりやすくまとめたものであり神（土地神クラスの妖）の領域干渉、絶界などといったそれ以外の結界術も存在する。
なお、道具を使えば結界を張れる術者はたくさんいるが、墨村・雪村の一族のように空間の理を変化させたり、一から空間を作り出したりできる程の力量を持つ術者は稀だという。
間流結界術（はざまりゅうけっかいじゅつ）
墨村家や雪村家が基本的に使う結界術。開祖である間時守が、使いやすく整理した結界術の一つの方式。
基本は直方体に空間を支配するという非常にシンプルな能力。結界の固さや粘度をコントロールするほかに特定の対象のみ結界の出入りを許可、禁止するなど結界内の理を変えることで多彩な応用が効く。
発動にはいくつかのステップがあり「方囲（ほうい）」で標的を指定し更に「定礎（じょうそ）」で位置を指定した上で「結（けつ）」により結界を生成するという三段階がある（術者により方囲と定礎は省略されることもある）。また一度発生した結界は「滅（めつ）」で内部の物を押し潰し滅するか「解（かい）」で何もせずに解除するかになる。
「方囲」は通常は標的を指定しないであらゆるものに対して結界が動作するように発動されるが、熟練すればで特定の相手・物質だけを選んで指定する事ができ、湯飲みの中に入ったお茶だけを指定し湯呑をすり抜けさせお茶だけを結界内に残す、と言った芸当も可能。「定礎」から「結」で結界が実際に発生するまでは術者の熟練次第ではあるがいくらかのタイムラグがあり、素早く移動する対象だと定礎から結までの間に定礎で指定した範囲から移動されてしまう事がある。
また結界は「定礎」で指定された二次元上の平面から生えてくる形で発生するため、相手を結界内に閉じ込めるのではなく、結界の外側を相手にぶつけて殴打武器として扱う応用も可能。
また、通常は結界を形成後に移動させることはできないが、定礎の仕方によっては動かすことも出来たりする。
結界は決して無敵ではなく、敵の激しい攻撃によって強制的に打ち破られたり、溶かされたりすることもあるが、術者の能力によっても結界の強度は変動し、時音が結界3枚重ねでギリギリ防いだ威力の攻撃を良守は結界1枚で無傷で凌いだ事からもわかる。術者の調整次第で意図的に強度を落とす事もでき、弾力を与えて物体を弾き返す事もできる。
また、大きさのある物体の一部分だけを結界に閉じ込めた場合、結界面と重なった部分が切断されたりする訳ではないが、結界自体を破壊しない限り、結界と重なってしまった部分はその位置から動かせなくなる。
生成する結界の大きさは術者の消耗の大きさ、結界生成までにかかるスピードと反比例しており、大きな結界を生成するほど大きく消耗し、生成までに時間がかかり集中を要する。力量ギリギリの大きな結界を生成した場合、力が足りず「滅」ができない事がある。逆に、結界を小さく絞れば高強度の結界を素早く発生させることができ、良守に体力で劣る時音は細長い結界を複数生成し槍のように突き刺す使用法を考案し多用している。
なお、アニメでは結界の色が墨村家が青で雪村家が緑で異なる書かれ方をしている。
念糸（ねんし）
糸状の結界で相手を捕縛したりする術だが、捕縛したままギリギリと締め上げることもできる。もともとは拷問用の術である模様。
術者によって出せる数と命中率は変わるようで、良守は方印の出ている右手から一本しか出せないが正守は10本程度両手から出している。
切界（せっかい）
結界師が他者の結界を破壊するのに使用し、術者が指で（結界をつくる時の手の形と同じ）結界を斬る動作をすると結界が消滅する。
結界師の基本技能のようで、良守も時子の結界を解除するのに使用している。
四師方陣（ししほうじん）
四人の術者が一つの結界を形成する術で、複数人での一つの領域支配を行うため各人の協調が必須。
烏森の正統継承者が行ったときはパワー、技術がバラバラだったためギリギリの状態だった。

絶界（ぜっかい）
結界術の一種で負の感情を高め、それを支配下とすることで完成する術で自分の周りに黒い球状の結界を形成し、領域内の自分以外のものを消し去る術。
正守が主に使用し後に良守も使用する。良守の初期の絶界のように、未完成の絶界では体に身にまとう程度の大きさとなる模様。
探査用結界（たんさようけっかい）
領域内にいる妖などの情報を一気に洗い出すことができる。
探査という目的の関係上広範囲に展開する事が多いが、そうなると一度に膨大な量の情報が術者の脳に流れ込み脳の許容量を超えてしまうため、情報量をコントロールする式神や管理者と併用する必要がある。
真界（しんかい）
結界術の一種で良守が使用。領域内を初期化し術者の思い通りに空間を書き換える術。
なお、時守曰くは良守の術は初歩の初歩であるらしく、本来は神に近づけると言っても過言ではない術であるらしい。

### 封魔術
封魔術（ふうまじゅつ）とは釘を用いる封印の術。主に封術と破魔術の二つから成る。
使用者を封魔師（ふうまし）と呼ぶ。封印の釘と呼ばれる巨大な釘を魔物に打ち込み、その魔物を跪かせ、主従関係を結ぶ（主従関係を封魔師と結ばれた魔物は、その封魔師からあまり離れられない）。
だが、諸刃の剣で心を強く持たないと逆に自分が喰われることがある。強い妖に対しては、釘で封印しながら消耗させ、滅することもある模様（対邪煉）。
他にも黒鉄は金剛が邪煉に襲われたとき金剛のまわりに六本の釘を打ち込み結界のようなものを張ったり、金剛の初登場シーンでは普通の大きさの釘で方向を調べるようなことをしていたりと他にも色々術が使える模様。
封術
破魔術
釘を介して打ち込み「破（は）」というかけ声と敵を吹き飛ばしてしまうこともできる。
使うときは全ての指の先の方をあわせ、手で三角形を作るような形である。

### まじない師
その名の通り、自身や呪具の呪力を用いてまじないを行う術者。
その長所は術のシステムが身に付いていれば無限に応用が利く点と呪具など自分以外から力を持ってくることが出来る、すなわち状況によっては無限大のパワーとスタミナがある点である。
だが短所として術の準備に時間がかかるため瞬時の対応に弱いという弱点がある（そのため戦闘では援護が必要となる）。
なお通常の異能と異なり、呪力を持つ人間であれば程度の差はあれど学べば誰でも習得できるらしい。
解呪師（かいじゅし）
名の通り、呪いなどを解く異能者（術者）のこと。
呪刻師（じゅこくし）
名の通り、呪いなどを刻む異能者（術者）のこと。

### 自然支配系能力者
呪力によって特定の自然物・自然現象を操る能力者。
希に呪力ではなく『術者の存在』によって支配する『真の自然支配系能力者』が存在し、支配対象さえあれば無関係に操ることができる。
風使い（かぜつかい）
風を操る術者。他の能力者に比べて支配規模が桁違い。
衝撃波（鎌鼬）による攻撃をはじめ、大気に乗って長距離を浮遊する、雲を動かして天候操作など応用範囲も広い。
植物使い
植物を操る能力。周りの景色をいじったり、植物を生やしたりと、能力は多様。

### その他の能力・術
無想（むそう）
良守、繁守が使用。心を何事にもさざめかない無の状態にして、自分の精神状態によって力がスポイルされてしまうことを防ぎ、力のみを純粋に発揮することができるようになる。
使用すると、どこからも干渉を受けずフルパワーを発揮できるようになり通常時よりも術の強度・精度などが格段に向上する。
極限無想（きょくげんむそう）
良守が使用。習得すると術者の全ての能力が解放される。
無想を極限まで高めて管理者を出現させた状態となり、管理者を出現させていない状態だと感覚が最大限に鋭敏化するため、攻撃が頬を掠めただけで肥大した痛覚により戦闘不能になってしまう。このため、自分に理想的な無想の状態を決めてそれに合った管理者を出現させることが条件となる。

波同（はどう）
時音が使用した術で、使うことで壁抜けが可能になる。
空身（うつせみ）
時音が使用した波同を極限まで高めた状態で呪力による攻撃を無効化し、術者をすり抜ける。
但し、高い感度と細かい力加減を必要とするため、使い続けると神経をすり減らす事になる。

式神（しきがみ）
呪符に術者の呪力を込めることで形（ヒトや鳥など）へと形を変化させ、術者の命で働く存在を生み出す術。
術者がどこへ行くときも式神の紙を持ち歩いているものに呪力を込め形を変化させるが、呪力の込め方次第で形や大きさを術者の自由に変え、クレイ人形のようなものから本人等に寸分たがわぬ人の姿まで作ることが可能である。また、通常は呪符に術者の印が記されているが、高レベルな術者の場合は印を消すことも可能で更に式神にその術者の能力を使わせることも可能となるが、どれだけ精密に操れるかは術者の能力に左右される。
なお、式神の紙の形は、墨村家・雪村家は長方形の紙型、奥久尼とその部下は蝶型、炎上寺彩覚はエイ型、カケル・ミチルは棒人間型と、流派によるのかそれぞれ異なっている。
修復術（しゅうふくじゅつ）
壊れたものを呪力を用いて元に戻す術。上記の式神がよく使われる。
烏森は、昼間は学校であるため夜の戦闘で出来た破壊はこれで直すが、地面がえぐれたなどの自力でなんとかなるものは自力で直す（修復術は力の消費が多いため）。
烏森の加護が無くなると校舎が崩壊したので烏森の力が何らかの手助けをしていたか、力の根源だった模様。
鬼使い（おにつかい）
自分と相性のいい鬼に、意思疎通を強化する呪具を与え、名前を与え、鬼ごとに特定の契約を交わした術者の事。
夜未のよれば一人が複数の鬼と契約することもあったり、正守によれば最上の使い手は鬼を使って一晩で城を作り上げるほどだという。
しかし、ぬらのようにその存在で鬼を従える場合があり、竜姫は彼女を「超自然支配系能力者」と称しており、会話なしでも意思を通じ合える。
魔よけ（まよけ）
星の形をしたマークが入っている御札。松戸と墨村修史が使用した。
但し、紫遠のようなレベルの高い妖には無効だったり時間稼ぎにしかならないことがある。
妖混じり（あやかしまじり）
生まれながらにして、妖の力を体に宿す人間の総称。主な特徴は戦闘において寄生された部位を変化させて戦う、人間の域を超えた驚異的な身体能力と回復能力の三つ。
身体の一部に寄生されている「寄生型」は片腕など寄生された部位を妖に変化させ自由に操ることが出来る。
身体全体に寄生されている「統合型」は身体を全て変化させる完全変化（かんぜんへんげ）が可能だがそれは妖化を意味し、能力者自身への体の負担が大きい上に己を制御出来なくなる恐れがあるため、掟により禁じられている（限も初期は意識をなくして暴れていた）。
実際、体内の妖に飲み込まれて人としての均衡を失う者や、妖を恐れ持て余した結果その一生を力を封印することに費やす者もいるという。
なお、どちらも細胞は人間のものの為、烏森においても回復には限界があり無理は出来ないが、回復力自体は高いようで限は腕一本程度ならすぐに回復させている。
箱使い（はこつかい）
呪具として箱を使用する空間支配術の使用者。
自らの拠点と呪具である箱との空間を繋げることで遠隔地への移動を瞬時に行える。繋げる空間の数には限りがあり、作中では詳しく語られないが、出入り口とする箱を設置する必要があるため行ったことの無い場所への移動は出来ないと推察される。また、支配する空間の指定や理の変更が出来ないため、かなり限定的な空間支配術のようであり、応用範囲は狭いようである。
管理者（かんりしゃ）
おおまかに言えば力を制御するために出す自分の分身の事。作中では墨村良守、三能先生、墨村正守、織原絲が使用。
自分の力を具現化させるもののため、管理者自体が破壊されてもそれを出す人物が生きている限り再生できる。また、管理者の役割は人それぞれである模様。
魂蔵（たまぐら）
力を自身の中に無尽蔵に蓄えられる体質の事で、魂蔵を持つ人間は「魂蔵持ち」と呼ばれ、無道、宙心丸、カケル、遥が該当。
歴史上でも相当稀な能力で世の中に混乱が起こるような時期に生まれ得るといわれている。
蓄えた力は様々な術のエネルギー源となり、より強力な術を操ることができる他、力がなくならない限り肉体の一切が消滅するようなダメージを受けようとも短時間で再生する。また、魂蔵持ちの人間は相性の良い人間「共鳴者」に対して、自分の力を分け与えたり簡単に傷を治すことができる。
ただし不老ではないので、力がなくならなければやがて老化しきって、破壊と再生を繰り返しながら死んだも同然の状態で生き続けることとなる。
精神系能力
精神感応系能力
相手の精神状態を読み取る能力。
精神支配系能力
文字通り、相手の精神を支配する（洗脳する）能力。能力者が弱るか死亡すると解除される。
また、精神支配系能力者に限ったことではないが自分の力を扱いやすくするためになんらかの形（イメージ）を用いることが多く、特に精神支配系能力者は生物のイメージを用いる傾向がある。
逢海日永は海蛇、夢路久臣はクモヒトデの形の力をそれぞれ用いて相手を洗脳していた。
これらの「イメージによって形を持った能力」は同じ精神系能力者にしか視認する事ができないが、間流結界術の「絶界」には視認されているか否かに関係なく弾かれてしまう。

## 舞台設定

### 烏森
烏森（からすもり）とはかつて間時守がウロ様より譲り受けた土地。小一宮で特別重要保護地である。妖を呼び寄せ短時間で強くする力を持った不思議な土地ゆえに昔から専任の結界師一族により管理されてきた。なぜか結界師の正統継承者はこの地ではめったに死なないと言われ、妖や妖混じりなどは、烏森で死を受け入れると死が加速する。志々尾限や鋼夜などがその例である。
伝説や言い伝えが数多く存在するが、辻褄のあわないことも多く、謎の多い土地と言われていたが黒兜の一件、夜行のまじない班が中心に仕掛けられたマーキングを外そうとした一件により、烏森が意志を持っていることが判明した。その意思は烏森にいるのが飽きてきたために外に出たがっていたが、良守からもっとおもしろい場所を用意してやると言われ落ち着いた。善悪の区別がなく面白いものを好むわがままな性格である。奥久尼によれば、「烏森の力」と呼ばれるものは、神佑地のものではなく、生きた人間が元となっており、かつて間時守が、烏森にこの世をひっくり返すほどの力を蓄えた魂蔵持ちの人間を封じたが、完全ではなかったために墨村と雪村を見張り役としてつけたのが烏森の結界師のはじまりであるという。
墨村守美子（の姿をした式神）により間時守が烏森の地下に設置した城の姿をした結界が地上に出現した。その中の異界には、「宙心丸（ちゅうしんまる）」という名の幼児が封じられていた（幼児のままなのは、宙心丸が成長しないように異界の中の時間を止めてあったため）。宙心丸は守美子（の姿をした式神）が持ってきた玉の中（やはりその中の時間も止まっているらしい）に封じられ、ついに城の外へ連れ出された。その瞬間に城が消滅、さらに烏森の外に出た瞬間、学校の校舎が倒壊した。
烏森家（からすもりけ）
昔、烏森の地に城を構え治めていた一族と言われている。一族全体において異常に強い霊力を持っていたために、妖しげなものが近づき、近づいた妖（あやかし）は烏森家の力に影響されて急激に進化し、人を殺す事件も起きたとされる。間時守はこれら妖怪を退治するために呼ばれ、妖を倒していったが、はやり病がはやり、とうとう間時守も3日間任に就けない日が続き、その際城内に魑魅魍魎（ちみもうりょう）が跋扈して烏森家を滅ぼしたとされる。
以上が、墨村、雪村両家において代々教えられていた伝承であるが、実際はその大半がでっちあげで、烏森家の一族の霊力はせいぜい妖が見える程度のレベルでしかなく、時守と烏森家の姫・月影との間に生まれた魂蔵持ちの子供・宙心丸の莫大な力によって烏森家が全滅、時守が全精力を傾けて烏森の地に宙心丸を封印した結果、現在に至るというのが真相。
私立烏森学園（しりつからすもりがくえん）
烏森の地の上に建つ学校。中等部と高等部がある。テレビでは名門となっている。時々、とても偏っているが、あることに関してすごい才能の持ち主が輩出されるらしい。なお、校長は結界師の事情をある程度知っているらしく、夜の学校に警備員を置いていない。
烏森学園七十七不思議（からすもりがくえんななじゅうななふしぎ）
狂い桜（くるいざくら）（良守、間時守曰く、狂わせ桜）：季節に関係なく咲く桜。夜になると雑魚の妖が集まってくるらしい。
キヨコ伝説：数年に1度烏森学園に現れ真実を告げる。だが実際は告げたことを真実にする能力があるようだ（実際、キヨコが告げたファッションのトレンドが烏森学園中等部で大流行した）。

### 神佑地
神佑地（しんゆうち）とは霊山などと言われている場所（パワースポット）。神佑地によっては神佑地の力を守護するための一族が存在する（烏森の墨村家、雪村家のように、神佑地に寄ってくる妖を退治するために存在しているものは例外）。神佑地はその力の大きさによっておおまかに上から順に大宮（だいぐう）、中宮（ちゅうぐう）、小宮（しょうぐう）と三つに分けられ、その中でさらに力の大きさの順に一宮（いちぐう）、二宮（にぐう）、三宮（さんぐう） と分けられている（つまり力の大きさの順に、大一宮（だいいちぐう）>大二宮>大三宮>中一宮>中二宮>中三宮>小一宮>小二宮>小三宮となる）。その中でも他の神佑地に影響を与えるほどの強力な神佑地や他に類を見ない特徴を持つ神佑地は、裏会から特別重要保護地として認定を受けている。
神佑地は、結界師のような空間支配系能力者によって、主の眠る異界への扉を開いて主を引きずり出し、その神佑地に秘められた絶大な力を受け止められる存在を代わりの主として添えることで、神佑地を奪い取ること＝神佑地狩りが可能。ただし神佑地の絶大な力を扱うのは、最高位の妖ですら非常に困難（キヨコの弁によれば土地神クラスでさえも五分五分）であり、確実な代わりの主としては、力を無尽蔵に蓄えられる魂蔵持ちが必要不可欠となる。間時守は過去これを利用して、ウロ様から譲られた土地に魂蔵持ち＝宙心丸を主として添えることで、烏森を作りだした。
烏森（からすもり）
#烏森を参照。
無色沼（むしきぬま）
ウロ様の現在の住みか。ウロ様が譲った烏森の代わりとして間時守により作られた土地で、主はウロ様。昔は底なし沼と言われていた。
黒芒（くろすすき）
主は姫（黒芒の化け狐）であり、普段は黒い楼閣に住んでいる。また、黒芒楼の本拠地でもある。白が来てから、世界が広がり始めたらしい。姫の寿命により、世界が閉じると共に黒芒楼も滅んだ。
会羽山（あいばざん）
烏森近辺で一番の霊山と言われている。主は黒雲斎。
水龍の湖
どこか烏森から離れた遠いところの神佑地。主は水龍。
淡幽の神佑地
正式名称不明。主は淡幽（ツルの妖と思われるが普段は人の姿をしている）。ビルの上に二つの神社があるだけだが、元々はきれいな池のある美しい土地だった。淡幽曰く、淡幽はその土地の記憶で生かされていたらしい。無道と良守&正守の戦いで傷つきいったん世界を閉じたが、無事に戻れた模様。神社が二つに分かれたことにより、世界が二つに分かれ不安定だったが、正守の手で、無事に一つの世界に戻った。
真白湖（ましろこ）
北海道にあった神佑地。主は不明。春の時期は霧が多い。規模を大・中・小で例えるなら、大。何者かの手で突然消されたが、空間のひずみがあったことから、調査室は空間支配能力者と推理している。空間のひずみは正守の手で元に戻され、見た目は元に戻った。
九州の神佑地
九州にあった神佑地。真白湖と同じように突然消された。規模は真白湖より小さい。
緋田郷（ひだごう）
烏森の近くにある神佑地。主はお地蔵様。一部原型を残した形で壊された。近くに農村があるが、神佑地を壊された影響で荒れてきており、豆蔵によれば作物が豊作になることはもう無理らしい。
夕上家の神佑地
夕上家の長子の者が代々守護してきた神佑地。神佑地狩りの被害に遭ってしまった。
大首山（おおくびやま）
東北地方の大一宮で特別重要保護地の神佑地。東北地方の神佑地のパワーバランスの中心を担っていた。何者かの神佑地狩りによって破壊された。
嵐座木神社(あらしざきじんじゃ)
扇本家の家の近くの裏山にある神社。神社の「魍魎桜（もうりょうざくら）」が異界への入り口。主は繭香（まゆか）であったが、宙心丸を覇久魔に封印しようとする時守・守美子の計画により、七郎の手で繭香は殺されまほらが新たな主として挿げ替えられることとなる。
覇久魔（はくま）
裏会総本部のある土地。最上級の神佑地。
日永が所有する「下の城」が異界の中にある。主はまほらであったが、時守・守美子により宙心丸を封印する地として選定され、“眺める者”の交渉によりまほらは嵐座木神社へと居を移す。

### その他
無想部屋（むそうべや）
無想箱によって無想を出来るようになった者が次に修行を行う場所。墨村家の古井戸の中を進んだ先に存在する。修行者はここでは通常の心から無想の切り替えを自分の意志で、かつ素早くできる出来るようにし、そして無想の持続時間を長くする修行を行う。ただこの部屋はそれを邪魔するようにされており、様々な幻覚（例：沢山の水が降ってくる、美女が迫ってくるなど）が修行者を惑わせ、無想への切り替えを困難なものとする。その幻覚は中に入っている修行者をエネルギー源とするため修行者は一日のうち5時間程度しか修行できない。
修行者の無想が完成状態に近づくと縞野（しまの）という無想部屋の番人が出現し、修行者が極限無想を会得できるように訓練する。
波動部屋（はどうべや）
雪村家に存在する真の抜け師を目指し、修行するための場所。三毛野という波動部屋の番人が空身を会得できるように訓練する。
断頭島（だんとうじま）
裏会検察室の本部が置かれている島。中心から北西に抜けて、一ノ島、二ノ島、三ノ島となっている。島の至るところにまじないがかかっている。作者によれば横から見た髑髏をモチーフにしたらしいが担当からは理解されていなかった。何者かに（おそらく総帥の命令により）放火させられた。
一ノ島（いちのしま）
受付がある。最も面積が広く断頭島の大半を占めている。まじないがかかった森があり、部外者（職員以外全て）の五感を狂わせる。だが巧妙に職員でも入れない区域があり、そこには抜け道が存在していると言われる。
二ノ島（にのしま）
上層は検察室職員の寮で、下層は牢屋となっている。職員や囚人に対して賄賂が通用する。
三ノ島（さんのしま）
主に罪人を取り調べに使っている島。その島にある脳洗い部屋（のうあらいべや）は、強制的に記憶や人格を操作し、人間の中身を都合よく書き換えるという。検察室の最悪な施設と言われている。

龍仙境（りゅうせんきょう）
竜姫や水月の出身地であり彼女らのような妖混じりが生まれがちな土地。烏森のように龍型の妖混じりなら、地の利を受けることができるため神佑地の可能性も高いが、作中では特にそのことについては触れられていない。

## 一族・組織
墨村家・雪村家
間流結界術を使い烏森の守護を行う家系。本家以外に異能者はほぼいない。他の結界術の流派と、墨村家・雪村家との繋がりは不明。
元々は間時守が宙心丸を封印するために見所のある異能者を自分の弟子として育成したうちの2人の家系であり、当初は3家系以上あったようであるが、何らかの事情でこの2か家系のみが守護を行うことになった。
なお、正統継承者になるにはある一定の条件を満たすことでなる模様で、現れ方は一定ではない。同じ兄弟の間に2人方印がでたり、何世代にもわたって方印が出なかったこともあるという。正統継承者でも烏森の影響を受ける度合いが人によって違う（正守の調べによると、時子、良守が烏森の影響が強く出ていると思われ、特に良守は歴代でもとび抜けて影響を受けている）。正当後継者の選定条件とは、烏森の地に封印された宙心丸が第一印象で気に入った者に方印が出るよう、間時守によりまじないがかけられていたのが真相。
両家は長年いがみ合ってきたが、それも実は時守の策略で、両家が切磋琢磨することで力を磨くようにするためであった。
裏会（うらかい）
裏会を参照。
黒芒楼（こくぼうろう）
烏森を狙う妖の集団であり、黒芒にある城の名前。中核を担う妖のほとんどが人間に化けており、裏会最高幹部からも一目置かれている。構成員は妖でありながら人間のように独自の社会集団を形成している。姫以外の全員の名前に色が入っている。表向きは姫がリーダーとなっているが実質のリーダーは白である。
扇一族（おうぎいちぞく）
風を操る異能者の一族。一族のうち8割が異能者でその数は3桁になるほど。風を使って飛ぶことができるのは一族でも上位の術者だけ。最上位になれば天候を操ることも可能らしい。裏会ではなく、扇一族に仕えている異能者もかなりの数にのぼる。
扇一郎・二郎・三郎・四郎・五郎・六郎は体を改造しているため、異様な姿となっている。
扇一郎主導の元、墨村家（正守）の失脚と神佑地狩りに向け暗躍していた。本家筋以外でもいくつかの神佑地を管理しており、それを使って神佑地狩りの実験をしているが失敗していた。後に奥久尼にはめられ、風源寺に身を隠すも、同じ身内である七郎に殺された。
十二人会の竜姫曰く、扇一族の男は基本的に女難らしい。
扇一郎の子供たちが七人兄弟なのはどこかの国の伝説からとのこと。
夕上家（ゆうがみけ）
自身の血が呪力の依所であり、血を操ることが出来る家系。自分の血液が全身を流れているので肉体が常人より丈夫である。自分の血液を自由に扱えるので、ネクタイやハンカチなどにして形を与えたり、その血で式神に近い存在のものを作り出すことができる。
長子は代々神佑地を守護する役目を持っていたが、神佑地狩りの被害に遭ってしまった。
逢海兄弟（おうみきょうだい）
精神支配系能力を使う異能者の兄弟。精神支配系能力の応用により、自身の精神を他の肉体に移し替える能力を持ち、それを続けることで生き長らえている。極短時間に限ればどんな生物にも乗り換えられるが、長く乗り移るには相性・適性（少なくとも人間の同性でなければ拒絶反応が出る）が必要であり、スペアの肉体を常に確保している。

## 妖（あやかし）
光を嫌い、夜を好む異形の物たち。様々な種類がある。基本的に土地神＞人型＞鳥獣型＞虫型＞植物型の順に格が高い他、齢を重ねるほど格が高い。そのため、若い人型と齢を経た植物型とでは植物型が序列を覆し格上となるケースがある。鬼などの種類もいる。他にも邪煉など、分類不能の物もいる。物が変化することもある。ある程度知能がある妖は人に化けることも可能。自分の欲望に忠実なため、群れることは稀。人が妖になることもある。個々の妖の詳細については結界師の登場人物#黒芒楼および#妖を参照。
土地神
土地（神佑地）をこの世（通常）の理とは異なる理で領域支配し住処としている。人型以上に人間の常識が通用せず、人間の価値観を大きく超える（善悪の範囲外）行動原理を持つ。本来は住んでいる神佑地が消滅すると同時に土地神も消滅する。
通常2種類あり妖が神佑地にはいって土地神になった場合（姫など）と生え抜きという神佑地で生まれたものがそのまま主になる場合（お地蔵様、黒雲斎、良守の推測ではウロ様）があり生え抜きは通常の主より邪気を発しない。
人型
人間並に知能が高い上にそのほとんどが狂気的であるため、妖の中でも特別に危険とされる。火黒（クロダゲンイチロウ）、無道が該当。人間の姿に化けている者を指す言葉ではない。
植物型
通常意志を持たず、動かないが、再生力は高い。ただ、藍緋のように、意志を持ち、力も知能も高等な妖もいる。走る森、藍緋などが該当。
鬼
詳細は鬼使いを参照。妖における位置付けは不明。ヨキが該当。
戦闘型
妖には元々好戦的なものが多いが、戦闘型は自分より戦いを優先する点が普通の妖ともっとも異なる点。火黒が該当。
分類不能
人工的に作り出された妖、次元の違うものなど上記に当てはまらない者もいる。黒兜、髪の妖、加賀見などが該当。
魔物
金剛が言っている。ただ、金剛の発言からすると単なる妖の別の言い方なのかもしれない（本人曰く「魔物と言った方がしっくりくる」）。邪煉が該当。

## 用語
天穴（てんけつ）
結界師に代々伝わる武器。鉾と錫杖を組み合わせたような形状をしている。
主に構えて「天穴」と唱えることで異界を開き、輪から妖の残骸を吸い取るといった後処理に用いられる。また、墨村家と雪村家では、それぞれ上部の形が違う（墨村は長刀、雪村は槍のような形状）。
だまし岩
墨村家に代々伝わる修行用の岩。外見は普通の岩だが、実際は、周りに岩のようなコーティングをした鉄球のため、割れない。繁守が「自分はその岩を2つ割った」と嘘をつき、良守の修行にさらに火をつけた。良守が岩を結界で高く放り上げた後、結界で包み込みきれずに落としたため、周りの岩のようなコーティングの部分を割ってしまい、正体がばれてしまった。その後は、中に入っていた鉄球で修行をしている。ちなみに雪村家にこの岩は見られない。
人皮（ひとがわ）
黒芒楼の妖が使用している妖の気配を消し昼間にも行動できるようにする特殊な皮。ただしこれを着ている間は妖としての力が制限される上に使用可能時間にも限りがある。
炎縄印（えんじょういん）
作品では志々尾限の体に施されていた、炎のような模様。完全変化した際、炎縄印が施されている部分が炎で焼かれているような感触が齎される。
異界（いかい）
土地神クラスの妖が支配する領域。領域が支配されているためこの世（通常）の理とは違う理を持ち、人も妖も簡単に行き来することは出来ない。松戸は「貞淑（ていしゅく）な貴婦人」と評している。領域内の存在に招き入れてもらうか、領域干渉により侵入可能。
妖準石（ようじゅんせき）
妖気を感知すると光る石。ただ、お守り程度のもの。修司が所持する。
神佑地狩り（しんゆうちがり）
神佑地の力を奪うこと。結界師のような空間支配系能力者によって、主の眠る異界への扉を開いて主を引きずり出し、その神佑地に秘められた絶大な力を受け止められる存在を代わりの主として添えることで、土地の力を枯れ果てるまで奪い取ってしまう行為。ただし神佑地の絶大な力を扱うのは、最高位の妖ですら非常に困難（キヨコの弁によれば土地神クラスでさえも五分五分）であり、確実な代わりの主としては、力を無尽蔵に蓄えられる魂蔵持ちが必要不可欠となる。本人の命はもちろん縁者にも刑が及ぶ大罪であるが、現在において裏会総帥・逢海日永が、弟・月久への復讐劇の一環として各地で神佑地狩りを行っている。
無想箱（むそうばこ）
開祖、間時守が作った、修行用の箱。結界で壊すのが目的だが、心を無（=無想）にしなければ壊せない。結界で壊すと中から「純」とかかれた玉が出てくる。箱を作ったのは開祖だが、この呪いを掛けたのは繁守である。良守が壊す修行をしているが、繁守は、良守が18歳になってからやらせたかったらしい。ちなみに正守はこの箱を知らないようである。

## 読切

### 増刊サンデー版
2003年1月25日に刊行された週刊少年サンデー超増刊号に掲載された。「結界師 指南之書」および、短編集「フェイク!」、「結界師 完全版」の17巻に収録されている。

#### あらすじ（増刊サンデー版）
かつて烏森家に仕えていた一族は、烏森家の霊や鬼などを引きつける体質ゆえに、烏森家を結界で守って、寄ってくる妖しげなものを排除する『裏守（うらもり）』と呼ばれる職についていた。現在は烏森家は存在しないものの未だ烏森の力は残っているので、裏守の一族の子孫である田中良守（たなか よしもり）は夜中、烏森高等学校にて妖しげなものを排除するために活動するのだった。

#### 登場人物（増刊サンデー版）
田中 良守（たなか よしもり）
高校生で市立烏森高等学校に通っている。夢はお菓子の城をつくること。
西野 ハナ（にしの ハナ）
良守の夢の理解者。
斑尾（まだらお）
600歳。妖犬。
田中 利守（たなか としもり）
良守の弟。
田中 修史（たなか しゅうじ）
良守と利守の父。婿養子。
田中 繁守（たなか しげもり）
良守と利守の祖父。良守に裏守としての自覚がないことに頭を悩ませている。

#### 連載版との相違点（増刊サンデー版）
- 良守が高校生であり、通っている学校も公立の高校である。
- 苗字が田中。
- 雪村家にあたるものが登場しない。
- 妖が鬼と呼ばれる。
- 斑尾に首輪が巻かれていない。

### 週刊少年サンデー版
2003年4月23日発売の週刊少年サンデーに掲載された。基本的な設定は連載版と同じ。クラブサンデーで2009年7月14日まで掲載された。35巻限定版付属「別刷 結界師図絵」および、「結界師 完全版」の18巻に収録されている（短編集「フェイク!」には未収録）。

#### 登場人物（週刊少年サンデー版）
墨村 良守（すみむら よしもり）
私立烏森学園中等部2年2組に通っている中学2年生の結界師。14歳。夢はお菓子の城をつくること。
斑尾（まだらお）
約500歳。墨村家付き妖犬。
雪村 時音（ゆきむら ときね）
私立烏森学園高等部1年B組に通っている高校1年生の結界師。16歳。連載版に比べ、良守への当たりが強い。
白尾（はくび）
約400歳。雪村家付き妖犬。
墨村 繁守（すみむら しげもり）
墨村家第28代当主。良守と利守の祖父。
墨村 修史（すみむら しゅうじ）
良守と利守の父。婿養子。
墨村 守美子（すみむら すみこ）
良守と利守の母。主婦業のため結界師休業中。
雪村 時子（ゆきむら ときこ）
雪村家第28代当主。時音の祖母。

#### 連載版との相違点（週刊少年サンデー版）
- 良守の母の守美子が主婦（そのため結界師は休業中）で、ビジュアルが大きく異なる。
- 父・修史は連載版のようにエプロンを着た主夫ではなく、スーツを着て働いている。
- 正当継承者という言葉は登場せず、方印も出ない。
- 斑尾が時音や白尾のことを嫌っている。

## 書誌情報

### 単行本一覧
- 田辺イエロウ『結界師』小学館〈少年サンデーコミックス〉、全35巻
  1. 2004年2月18日発売、ISBN 4-09-127061-1
  2. 2004年4月17日発売、ISBN 4-09-127062-X
  3. 2004年6月18日発売、ISBN 4-09-127063-8
  4. 2004年9月17日発売、ISBN 4-09-127064-6
  5. 2004年11月18日発売、ISBN 4-09-127065-4
  6. 2005年2月18日発売、ISBN 4-09-127066-2
  7. 2005年5月18日発売、ISBN 4-09-127067-0
  8. 2005年7月15日発売、ISBN 4-09-127068-9
  9. 2005年9月16日発売、ISBN 4-09-127069-7
  10. 2005年12月15日発売、ISBN 4-09-127070-0
  11. 2006年2月17日発売、ISBN 4-09-120107-5
  12. 2006年5月18日発売、ISBN 4-09-120378-7
  13. 2006年9月15日発売、ISBN 4-09-120630-1
  14. 2006年10月16日発売、ISBN 4-09-120650-6
  15. 2007年1月18日発売、ISBN 978-4-09-120878-1
  16. 2007年4月18日発売、ISBN 978-4-09-121028-9
  17. 2007年7月18日発売、ISBN 978-4-09-121150-7
  18. 2007年10月18日発売、ISBN 978-4-09-121205-4
  19. 2008年1月12日発売、ISBN 978-4-09-121265-8
  20. 2008年4月18日発売、ISBN 978-4-09-121348-8
  21. 2008年7月11日発売、ISBN 978-4-09-121429-4
  22. 2008年10月17日発売、ISBN 978-4-09-121496-6
  23. 2009年1月16日発売、ISBN 978-4-09-121565-9
  24. 2009年4月17日発売、ISBN 978-4-09-121894-0
  25. 2009年6月18日発売、ISBN 978-4-09-122015-8
  26. 2009年9月17日発売、ISBN 978-4-09-121744-8
  27. 2009年12月18日発売、ISBN 978-4-09-122027-1
  28. 2010年2月18日発売、ISBN 978-4-09-122185-8
  29. 2010年5月18日発売、ISBN 978-4-09-122296-1
  30. 2010年8月18日発売、ISBN 978-4-09-122507-8
  31. 2010年10月18日発売、ISBN 978-4-09-122626-6
  32. 2010年12月17日発売、ISBN 978-4-09-122717-1
  33. 2011年2月18日発売、ISBN 978-4-09-122783-6
  34. 2011年5月18日発売、ISBN 978-4-09-122873-4
  35. 2011年8月18日発売、ISBN 978-4-09-123216-8

- 田辺イエロウ『結界師 完全版』小学館〈少年サンデーコミックススペシャル〉、全18巻
  1. 2020年6月18日発売、ISBN 978-4-09-850152-6
  2. 2020年6月18日発売、ISBN 978-4-09-850156-4
  3. 2020年7月17日発売、ISBN 978-4-09-850228-8
  4. 2020年7月17日発売、ISBN 978-4-09-850229-5
  5. 2020年8月18日発売、ISBN 978-4-09-850251-6
  6. 2020年8月18日発売、ISBN 978-4-09-850252-3
  7. 2020年9月18日発売、ISBN 978-4-09-850309-4
  8. 2020年9月18日発売、 ISBN 978-4-09-850310-0
  9. 2020年10月16日発売、ISBN 978-4-09-850314-8
  10. 2020年10月16日発売、ISBN 978-4-09-850315-5
  11. 2020年11月18日発売、ISBN 978-4-09-850350-6
  12. 2020年11月18日発売、 ISBN 978-4-09-850351-3
  13. 2020年12月18日発売、ISBN 978-4-09-850406-0
  14. 2020年12月18日発売、ISBN 978-4-09-850407-7
  15. 2021年1月18日発売、ISBN 978-4-09-850408-4
  16. 2021年1月18日発売、ISBN 978-4-09-850409-1
  17. 2021年2月18日発売、ISBN 978-4-09-850487-9
  18. 2021年2月18日発売、ISBN 978-4-09-850488-6

### 単行本コーナー
いずれも不定期に行われる。
イラスト大将
他の漫画家が行うイラストコーナーのようにただ絵を募集するものとは異なり、田辺イエロウが毎回、絵のタイトルを決めて（墨村良守、墨村正守など）その絵を募集する。作者の絵に対するコメントは辛口かつ独特なものが多い。
らくがき大将
既刊コミックスから好きなコマをコピーしてらくがきしておくるというもの。量の少なさなどからコーナー消滅の危機に陥ったこともあった。

### ファンブック
- 『結界師 指南之書』2006年12月16日、ISBN 4-09-120710--3

## メディア展開

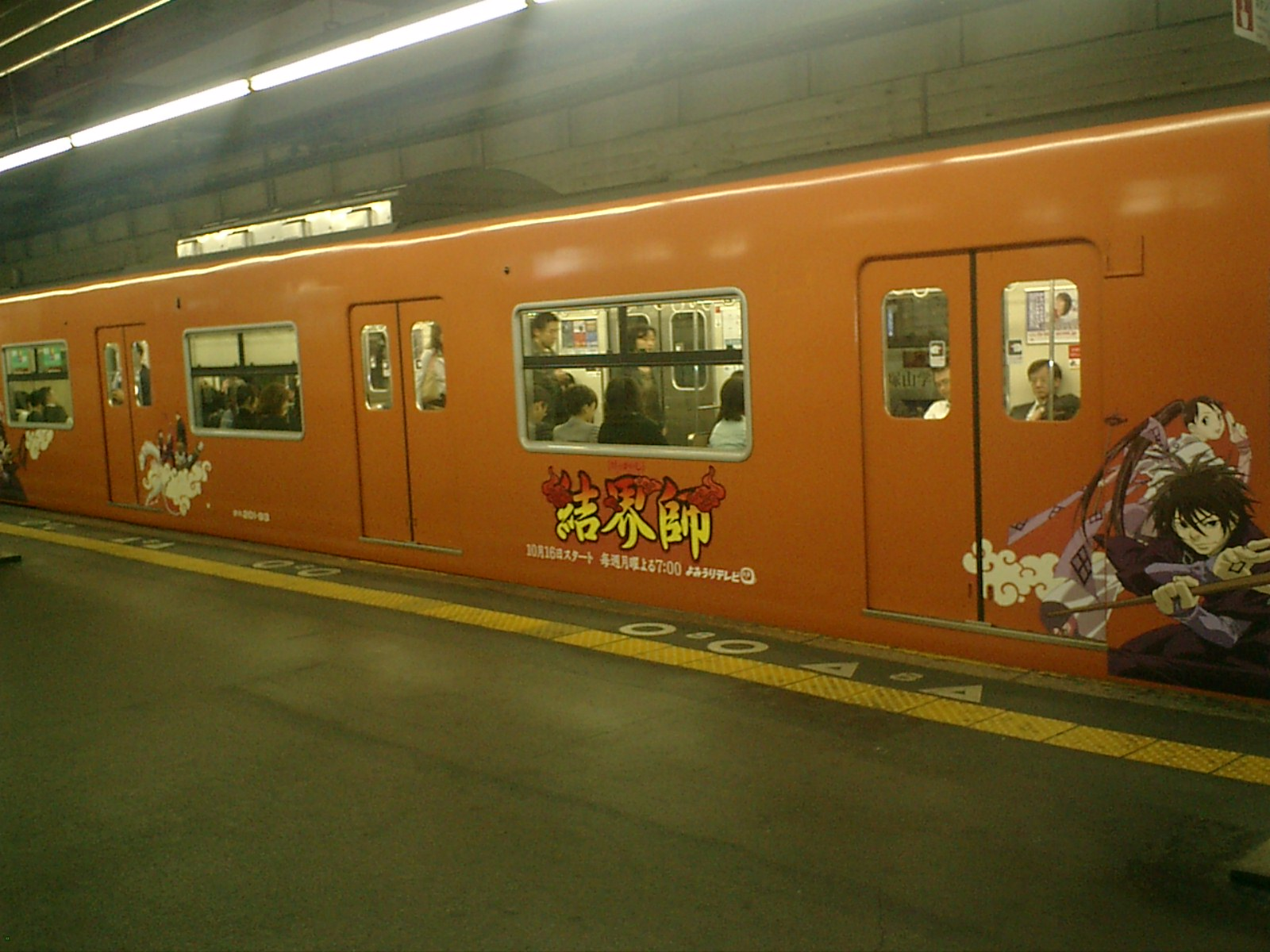
大阪環状線で運行された結界師のテレビアニメーション開始をPRするラッピング電車 天王寺駅で

### アニメ
テレビアニメが2006年10月16日から2008年2月まで読売テレビ制作で放送。当初は日本テレビ系列(NNS)29局全国ネットで放送していたが、全国規模での放送は2007年9月10日を以って終了し、以降は深夜枠となりネット局も縮小した。

### ゲーム
カードゲーム
- 結界師 カードバトル

コンピューターゲーム
- ニンテンドーDS
  - 結界師 烏森妖奇談（からすもりあやかしきだん）2007年5月24日発売
  - 結界師 黒芒楼襲来（こくぼうろうしゅうらい）2008年3月20日発売

- Wii
  - 結界師 黒芒楼の影（こくぼうろうのかげ）2007年9月27日発売

### その他
- アニメ版製作局、読売テレビ本社の近くを通っているJR西日本の大阪環状線に「結界師」のラッピング電車が走っていた。
- 日本郵便が2009年5月22日に発行した記念切手『週刊少年漫画50周年II』[4]の20種のうち、近年少年サンデーに連載された作品の一つとして「結界師」が題材に取り上げられている。